# Epitaciolândia

Epitaciolândia est une ville brésilienne du sud de l'État de l'Acre. Elle se situe par une latitude de 11° 01′ 44″ sud et par une longitude de 68° 44′ 27″ ouest. Sa population était estimée à 14 193 habitants en 2006. La municipalité s'étend sur 1 659 km2.

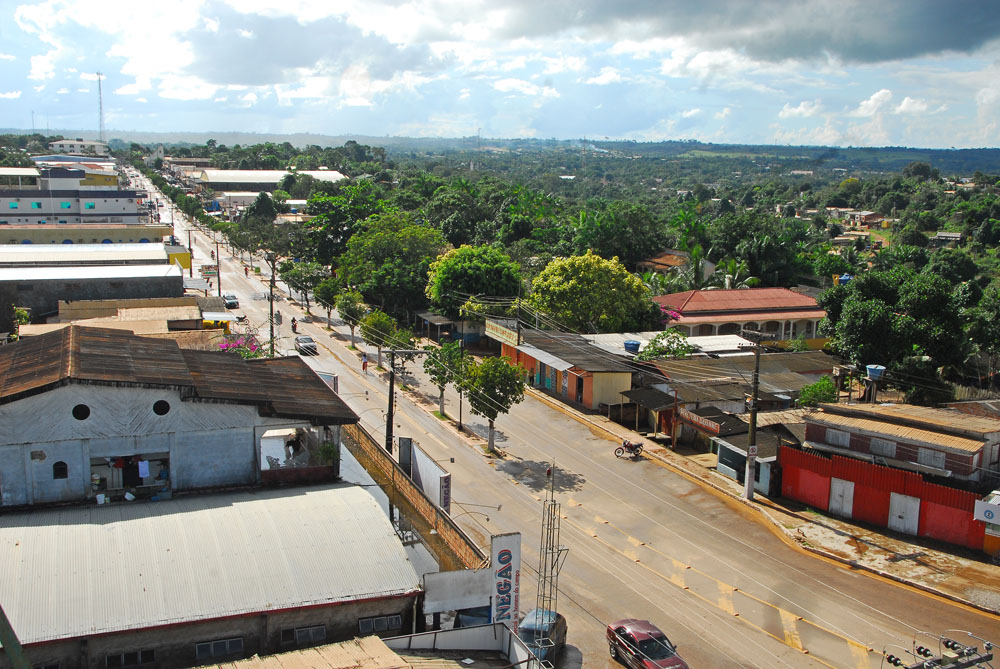

## Maires
| Période | Période | Identité   | Étiquette | Qualité |
| ------- | ------- | ---------- | --------- | ------- |
| 2009    | 2012    | Zé Ronaldo | PSB       |         |

## Villes voisines
Epitaciolândia est voisine des municipalités (municípios) suivantes :
- Xapuri ;
- Brasiléia.

La ville est également limitrophe de la Bolivie.